# 사나이가 왜 울어
"사나이가 왜 울어"는 1971년 공개된 대한민국의 영화이다.

## 배역
- 김희라
- 김지미